# Frankford (Missouri)
Frankford – miasto w Stanach Zjednoczonych, w stanie Missouri, w hrabstwie Pike.